# 포효하는 20년대
포효하는 20년대(The Roaring Twenties)는 미국에서 제작된 라울 월쉬 감독의 1939년 범죄, 드라마 영화이다. 제임스 카그니 등이 주연으로 출연하였다.

## 출연

### 주연
- 제임스 카그니
- 프리실라 레인

### 조연
- 험프리 보가트
- 글래디스 조지
- 제프리 린
- 프랭크 맥휴
- 폴 켈리

## 제작진
- 원작자: 마크 헬링거
- 협력프로듀서: 사무엘 비쇼프
- 미술: 맥스 파커